# 1985 في سويسرا
فيما يلي قوائم الأحداث التي وقعت خلال عام 1985 في سويسرا.

## رياضة
- 21 يوليو – سباق طواف فرنسا 1985 الفائزون جريج لوموند، ستيفن روش، بيرنار إينو.

## كتب
من الكتب التي صدرت هذه السنة في سويسرا:
- 1 يناير – عالم العلاقات البينية للرضع من تأليف دانيال ستيرن.

## مواليد

### يناير
- 2 يناير – كارلا جوري ممثلة سويسرية.[1]

### فبراير
- 14 فبراير – فيليب سينديروس لاعب كرة قدم سويسري.[2]
- 26 فبراير – باستين جيجير لاعب كرة قدم سويسري.[3]
- 27 فبراير – ماركو تروتمان لاعب هوكي جليد سويسري.

### مارس
- 10 مارس – فلوريان ستاهيل لاعب كرة قدم سويسري.[4]
- 22 مارس – جاكوب فوجلسانج درّاج طريق دنماركي.
- 27 مارس – ماركو شنويلي لاعب كرة قدم سويسري.[5]
- 28 مارس – ستان فافرينكا لاعب كرة مضرب سويسري.[6]

### أبريل
- 29 أبريل – فنسنت بريلارد متسابق دراجات نارية سويسري.

### مايو
- 22 مايو – ترانكيلو بارنيتا لاعب كرة قدم سويسري.[7]

### يونيو
- 20 يونيو – ميريام كازانوفا لاعبة كرة مضرب سويسرية.

### يوليو
- 17 يوليو – مارتن كولر درّاج طريق سويسري.

### أغسطس
- 26 أغسطس – دانيلو ويس درّاج طريق سويسري.

### سبتمبر
- 16 سبتمبر – ساندرو بوركى لاعب كرة قدم سويسري.[8]

### أكتوبر
- 2 أكتوبر – فلورنس هارينغ لاعبة كرة مضرب فرنسية.

### نوفمبر
- 3 نوفمبر – دانييلي روسو لاعب كرة قدم سويسري.[9]